# Cheung Yiu Lun
Cheung Yiu Lun (Hong Kong, 2 marzo 1978 – Hong Kong, 3 ottobre 2003) è stato un calciatore hongkonghese, di ruolo difensore.

## Carriera

### Club
In carriera Cheung Yiu Lun ha militato nel Hong Kong Rangers, che negli ultimi anni della sua militanza aveva assunto il nome di Buler Rangers, e nel Double Flower, società che nei primi due anni della sua permanenza era nota come Instant-Dict.

### Nazionale
Cheung Yiu Lun ha vestito la maglia della nazionale di calcio di Hong Kong in cinque occasioni.